# Matěj Kovář
Matěj Kovář (* 17. Mai 2000 in Uherské Hradiště) ist ein tschechischer Fußballtorhüter. Er steht als Leihspieler von Bayer 04 Leverkusen bei der PSV Eindhoven unter Vertrag.

## Karriere
Matěj Kovář begann 2008 in der Jugend des 1. FC Slovácko in seiner Geburtsstadt mit dem Fußballspielen. Im Jahr 2017 stand er erstmals in drei Spielen im Kader der zweiten Mannschaft, ohne zum Einsatz zu kommen. Im Jahr darauf ging er den Schritt ins Ausland und schloss sich Manchester United an. Nach einem halben Jahr in der Jugend des englischen Vereins nahm dieser Kovář in dessen zweite Mannschaft auf. In dieser Zeit war er über zwei Spielzeiten der Stammtorhüter der Mannschaft. Zur Saison 2020/21 wurde er zum ersten Mal verliehen und schloss sich in der drittklassigen League One Swindon Town an. Dort war er auf Anhieb Stammtorhüter, allerdings geriet er mit den Swindonern nach dem Ende der Hinrunde in Abstiegssorgen und belegte nach dem 21. Spieltag den vorletzten Tabellenplatz. Dazu kamen jeweils die Erstrunden-Niederlagen im FA Cup (September 2020) und EFL Cup (November). Zum Jahreswechsel endete die Leihe und Kovář kehrte in die zweite Mannschaft der Red Devils zurück.
Ende Januar 2022 wurde Kovář erneut in die League One verliehen, diesmal zu Burton Albion. Nachdem er in den ersten zwölf Partien nach seinem Wechsel nicht zum Einsatz gekommen war, absolvierte er nach einem Wechsel auf der Torhüterposition die letzten sechs Saisonspiele alle von Beginn an und über die volle Spieldauer. In den ersten vier Spielen blieb er dabei ohne Gegentor. Burton Albion beendete die Saison auf dem 16. Tabellenplatz mit 13 Punkten Vorsprung auf einen Abstiegsplatz.
Im September 2022 kam es zur dritten Leihe für Kovář. Dieses Mal wechselte er zurück nach Tschechien und schloss sich Sparta Prag an. Dort löste er unmittelbar seinen Mannschaftskollegen Dominik Holec ab, der bis dahin das Tor der Prager gehütet hatte. Mit Kovář im Tor erlitt Sparta nur eine Liga-Niederlage in 23 Spielen und qualifizierte sich als Tabellenerster für die Meisterschaftsrunde. Darin siegte der Verein in drei von fünf Spielen und wurde punktgleich vor Stadtrivale Slavia tschechischer Meister. Im nationalen Pokal stieß Kovář mit seiner Mannschaft bis ins Finale vor, musste sich dort aber Slavia Prag geschlagen geben.
Im August 2023 verließ Kovář Manchester und schloss sich nach einem festen Wechsel in Deutschland dem Bundesligisten Bayer 04 Leverkusen an. Er erhielt einen Vertrag bis Mitte 2027. In seiner ersten Saison bei Bayer 04 Leverkusen gewann Kovář mit der Werkself die für den Verein erste Meisterschaft in der Bundesliga und den DFB-Pokal und erreichte das Finale der Europa League. Dabei war er in der Europa League und dem DFB-Pokal der Torhüter mit den meisten Einsätzen in diesen Wettbewerben von Bayer 04. Zudem kam er in einem Bundesligaspiel zum Einsatz.
Im Juli 2025 wurde er mit anschließender Kaufpflicht an die PSV Eindhoven verliehen.

## Titel
Tschechien
- Meister: 2023 (Sparta Prag)

Deutschland
- Meister: 2024 (Bayer 04 Leverkusen)
- Pokalsieger: 2024 (Bayer 04 Leverkusen)